# Per Nilsson (Yngsjömördaren)
Per Nilsson, född 16 februari 1862 i Åhus, Kristianstads län, död 15 juli 1918 i Kristianstad, Kristianstads län, var en svensk hemmansägare. Han dömdes tillsammans med sin mor till döden för mordet på sin fru Hanna Johansdotter i Yngsjömordet.

## Biografi
Per Nilsson dömdes tillsammans med sin mor Anna Månsdotter till döden för mordet på Hanna Johansdotter. Mordet skedde natten mellan den 27 och 28 mars 1889. På grund av omständigheterna kring mordet – incest, svartsjuka, grymhet och vidskepelse – väckte den följande rättegången stor uppmärksamhet. Anna Månsdotter och hennes son Per dömdes till döden. Anna Månsdotter, som i likhet med sin son erkänt brottet, avrättades genom halshuggning på fängelsegården i Kristianstad den 7 augusti 1890. Nilsson fick nåd och tillbringade 23 år på centralfängelset Långholmen i Stockholm. Han frigavs på julafton 1913 klockan 13.00 som fånge nummer 282. Han återvände till hemtrakterna där han byggde sig ett hus i Härnestad utanför Åhus. Under tiden på Långholmen hade han sparat ihop 2 197 kronor och 49 öre. Under återstoden av sitt liv försörjde han sig på bokbinderiarbete, ett hantverk han lärt i fängelset. Han dog 1918 på lasarettet i Kristianstad av lungsot.

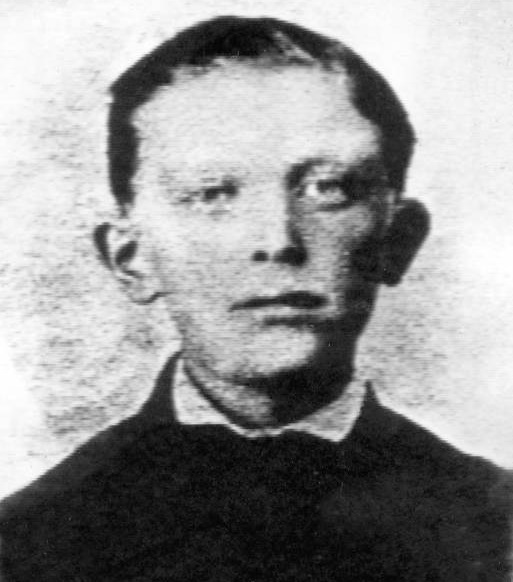
Per Nilsson som yngre